# Pat Lowe
Pat Lowe (eigentlich Patricia Barbara Lowe, verheiratete Cropper; * 15. September 1943 in Leicester) ist eine ehemalige britische Mittelstreckenläuferin und Sprinterin. 
Bei den British Empire and Commonwealth Games 1966 in Kingston wurde sie, für England startend, Fünfte über 880 Yards und bei den Olympischen Spielen 1968 in Mexiko-Stadt Sechste über 800 Meter. 
1969 wurde sie bei den Europameisterschaften in Athen ebenfalls Sechste über 800 Meter. In der erstmals ausgetragenen 4-mal-400-Meter-Staffel stellte sie zusammen mit Rosemary Stirling, Janet Simpson und Lillian Board mit 3:30,8 min einen Weltrekord auf.
Jeweils die Silbermedaille über 800 Meter gewann sie bei den British Commonwealth Games 1970 in Edinburgh und bei den Europameisterschaften 1971 in Helsinki. Bei den Olympischen Spielen 1972 in München schied sie über 800 Meter im Vorlauf aus.
1969 wurde sie englische Meisterin über 800 Meter.
Pat Lowe startete für die Birchfield Harriers und wurde von Bill Marlow trainiert. Seit 1971 war sie mit dem 2016 gestorbenen Mittelstreckenläufer Dave Cropper verheiratet.